# Javorník (Ústí nad Orlicí)
Javorník è un comune della Repubblica Ceca facente parte del distretto di Ústí nad Orlicí, nella regione di Pardubice.